# Merulaxis
Merulaxis – rodzaj ptaków z rodziny krytonosowatych (Rhinocryptidae).

## Występowanie
Rodzaj obejmuje gatunki występujące w Brazylii.

## Morfologia
Długość ciała 18,5–19,5 cm, masa ciała 33–37 g.

## Systematyka

### Nazewnictwo
Nazwa rodzajowa pochodzi od francuskiego słowa Mérulaxe będącego nazwą dla M. ater.

### Podział systematyczny
Gatunkiem typowym jest Merulaxis ater. Do rodzaju należą następujące gatunki:
- Merulaxis ater Lesson, 1831 – kominiarek ciemny
- Merulaxis stresemanni Sick, 1960 – kominiarek śniady